# Mildred Allen (physicienne)
Mildred Allen (25 mars 1894 - 4 novembre 1990) est une physicienne américaine.

## Biographie
Mildred Allen est née à Sharon, Massachusetts, du professeur du MIT C. Frank Allen et de Caroline Hadley Allen. Elle a une sœur cadette, Margaret Allen Anderson.
Allen est diplômé du Vassar College en 1916 avec les honneurs Phi Beta Kappa. Elle termine ses études de doctorat en physique en 1922 à l'Université Clark avec Arthur Gordon Webster, avec une recherche de thèse effectuée au Massachusetts Institute of Technology.
Au cours des années 1920 et au début des années 1930, Allen enseigne aux collèges Mount Holyoke, Wellesley et Oberlin et entreprend des travaux postdoctoraux à l'Université de Chicago et à l'Université Yale. Elle commence à travailler avec William Francis Gray Swann à Yale et continue à travailler sous sa direction avec la Bartol Research Foundation entre 1927 et 1930. Elle fait également des recherches à l'Université Harvard avant de devenir professeur à Mount Holyoke, où elle enseigne pendant 31 ans, jusqu'à sa retraite en 1959.
Pendant près de 20 ans, à partir du début des années 1960, Allen collabore avec Erwin Saxl, un physicien industriel vivant à Harvard, sur des expériences avec un pendule de torsion. Allen et Saxl rapportent des changements anormaux dans la période d'un pendule de torsion lors d'une éclipse solaire en 1970 et émettent l'hypothèse que "la théorie gravitationnelle doit être modifiée". Leurs mesures, et des anomalies similaires précédemment observées par Allais à l'aide d'un pendule paraconique, n'ont pas été acceptées par la communauté des physiciens comme nécessitant une explication non conventionnelle, et les expériences ultérieures n'ont pas réussi à reproduire les résultats.